# François Baby (homme politique, 1733-1820)
Pour les articles homonymes, voir François Baby et Baby.
François Baby, né le 4 octobre 1733 à Montréal et mort le 6 octobre 1820 à Québec, est un homme d'affaires et une personnalité politique du Bas-Canada.
Il fait partie du conseil exécutif du Bas-Canada en 1810. Il sera une des trois personnes (Thomas Dunn, John Young et François Baby) à signer le « warrant » (mandat d'arrêt) qu'a ordonné le gouverneur Craig contre l'imprimeur du journal Le Canadien. Il aura donc partiellement participé à la perquisition de l'imprimerie du journal et à l'emprisonnement de Bédard, de Blanchet et Taschereau, les fondateurs du journal Le Canadien.